# Telepatologia
Telepatologia, também conhecido como Telemicroscopia, é o exame de amostras médicas patológicas em longas distâncias, ao mesmo tempo usando meios como telecomunicações para a transmissão remota desses dados e depende em grande parte de informações biológicas da patologia digital. Embora não signifiquem a mesma coisa, o termo patologia digital é aplicado ao ambiente informatizado que permite o manuseio de informações biológicas a partir de amostras. A patologia digital é baseada em microscopia virtual ,que é baseada na digitalização de amostras de placas de vidro para imagens digitais, e fornece um meio para ser visto, gerenciado e analisado.